# Helina nemoralis
Helina nemoralis este o specie de muște din genul Helina, familia Muscidae. A fost descrisă pentru prima dată de Stein în anul 1913. Conform Catalogue of Life specia Helina nemoralis nu are subspecii cunoscute.